# منوچهر بهمنی
منوچهر بهمنی (زادهٔ ۱۷ آذر ۱۳۳۰) بوکسور سابق اهل ایران است.
وی در بازی‌های المپیک تابستانی ۱۹۷۲ در مرحله اول با شکست برابر بوکسور چین تایپه از مسابقات حذف شد. بهمنی در مسابقات بوکس قهرمانی آسیا ۱۹۷۱ به مدال برنز وزن ۵۴ کیلوگرم دست پیدا کرده است.